# Barajul Buffalo Bill
Barajul Buffalo Bill este un baraj al lacului de acumulare Buffalo Bill, creat în anul 1910 în Park County, Wyoming, pe râul Shoshone, pentru producția de energie electrică, irigații și prevenirea inundațiilor.

## Galerie

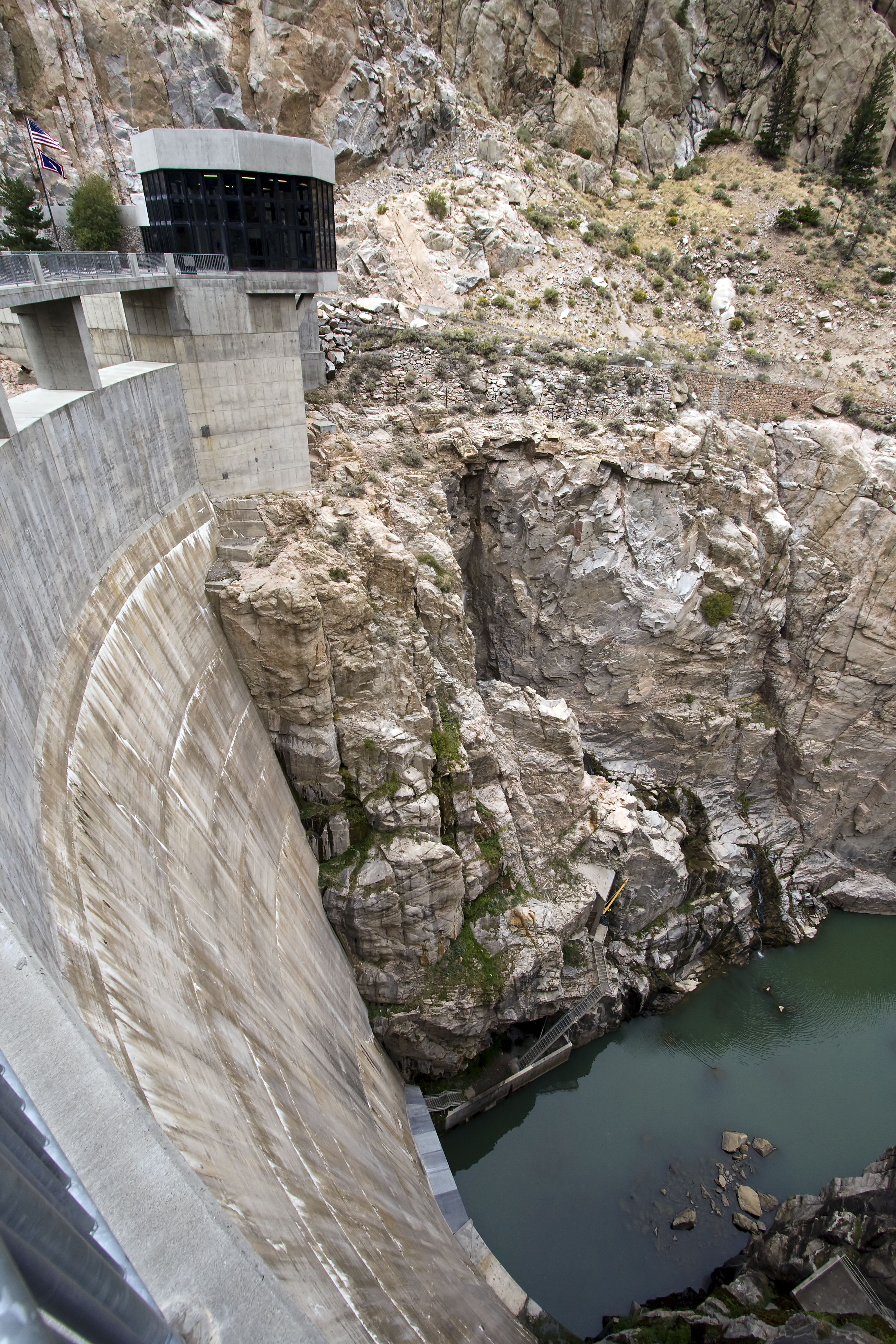
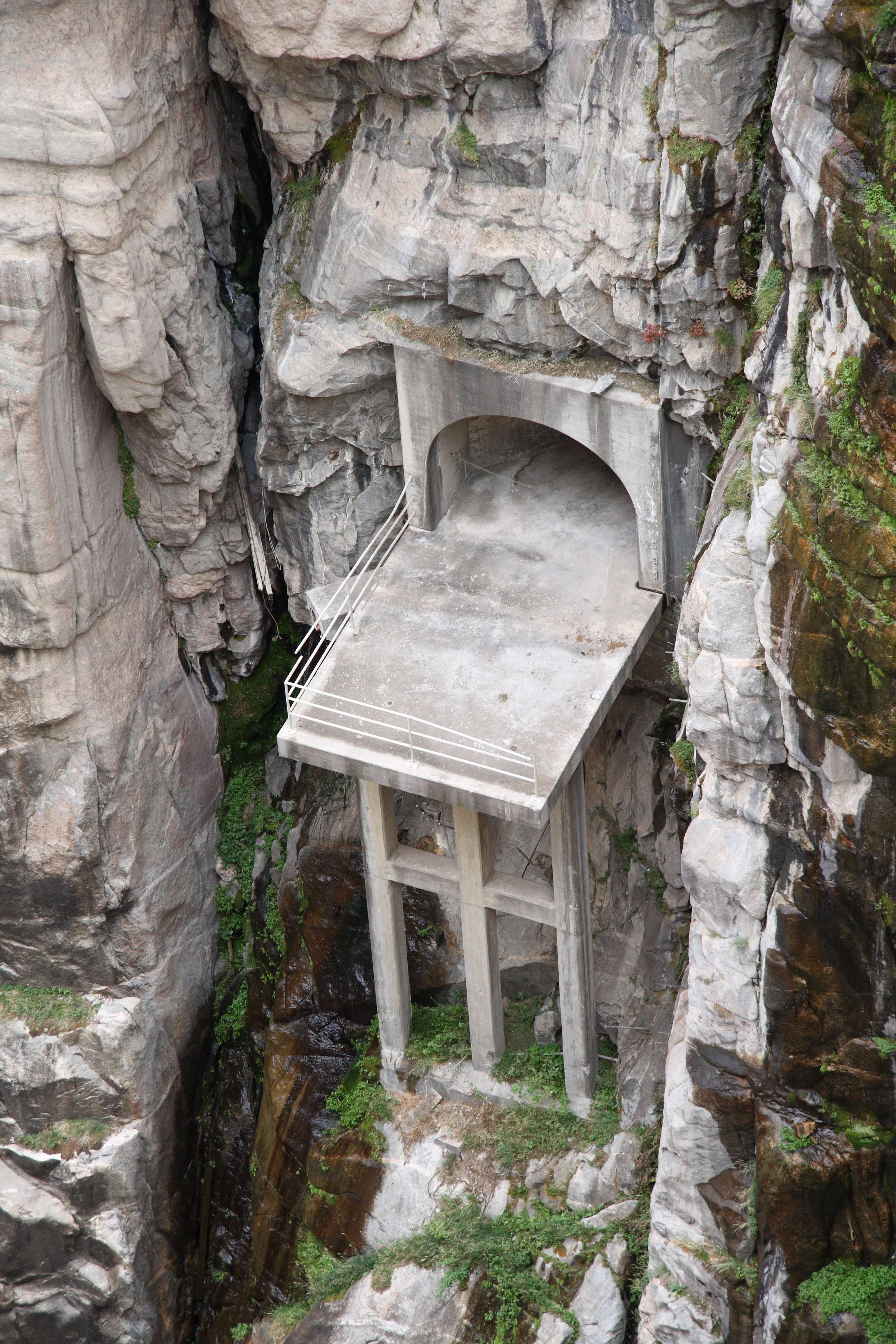
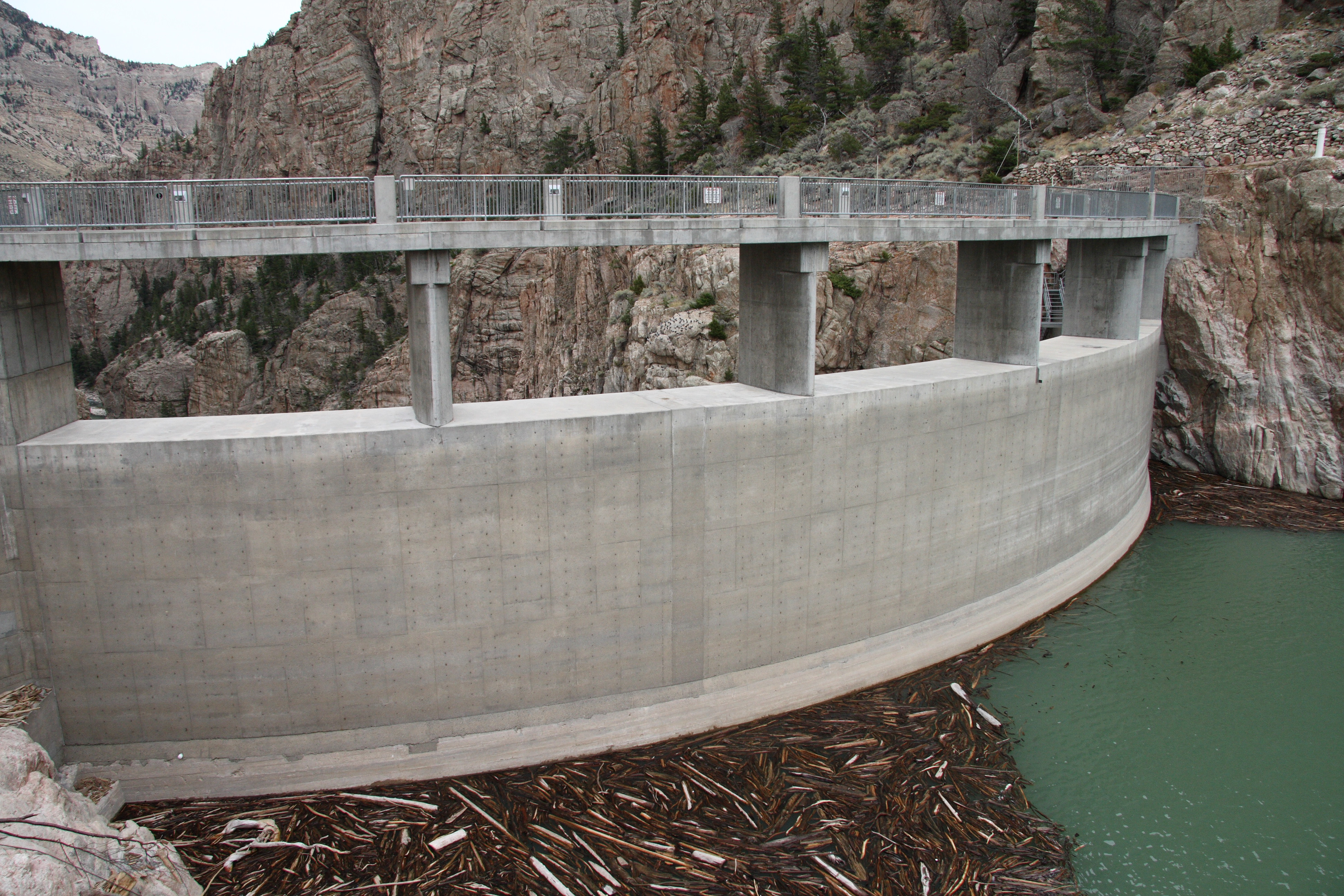
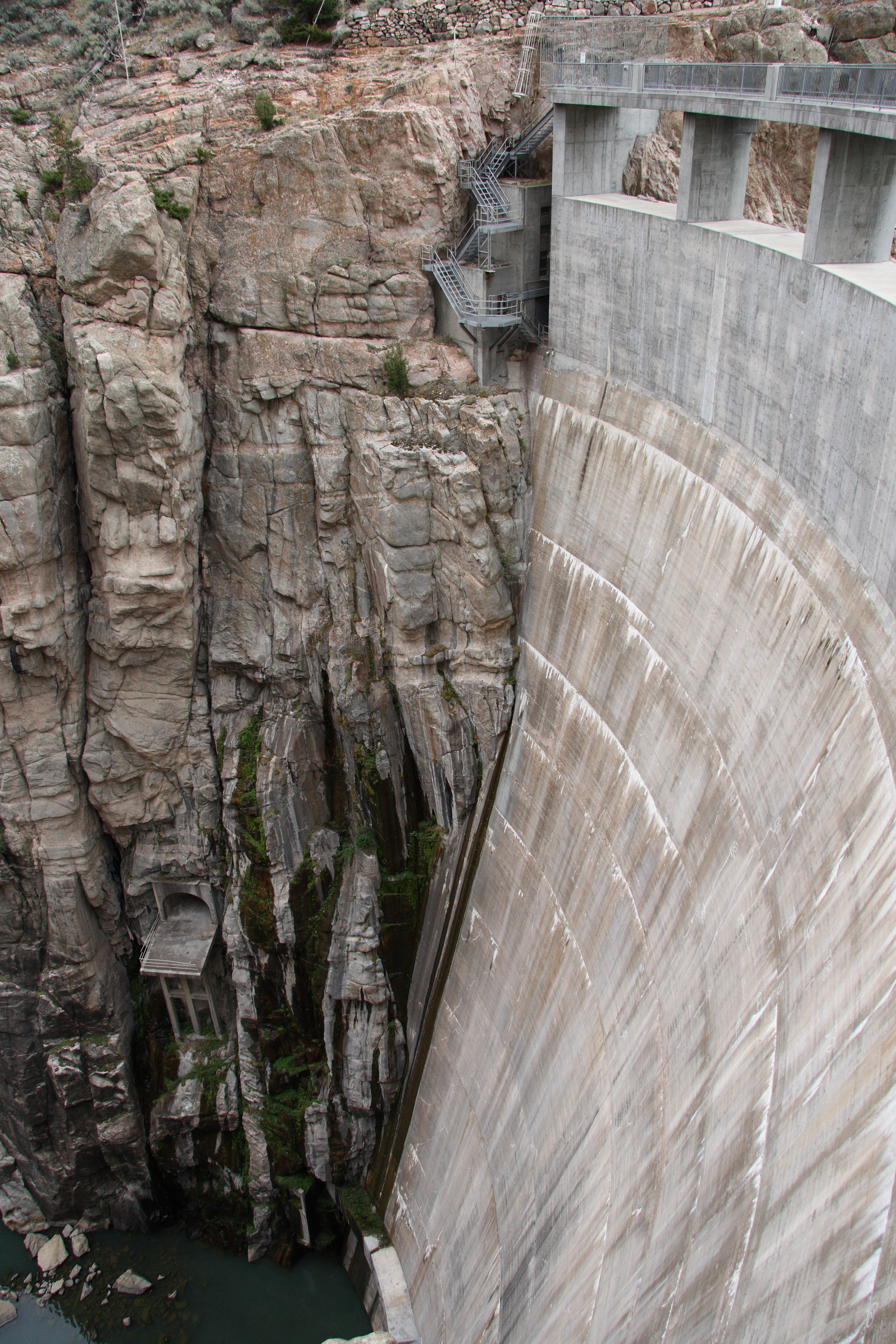

## Vezi și
- Barajul Pathfinder - baraj similar din Wyoming